# Saṃghamitta
Saṃghamitta (o Sanghamitta in pāli, oppure Sanghmitra in sanscrito; Magadha, attuale Bihar, III secolo a.C. – II secolo a.C.) è stata una monaca buddhista missionaria che portò l'albero della Bodhi nell'isola di Sri Lanka.
Era figlia dell'imperatore Aśoka e Devi dell'Impero Maurya, che dopo la conquista di gran parte del subcontinente indiano abbracciò l'insegnamento del Buddha.
Dopo la missione compiuta da suo fratello, il monaco Mahinda, presso la corte del re singalese Devānaṁpiya Tissa, che causò l'adozione del Buddhismo come religione della corte e quindi del paese, Anulā, moglie di Mahānāga, fratello del re, fece richiesta di poter entrare nella comunità monastica insieme a diverse altre donne. 
Su suggerimento di Mahinda allora Devānaṁpiya Tissa inviò un'ambasciata all'imperatore Aśoka perché inviasse nello Sri Lanka anche la monaca Saṃghamitta, sorella di Mahinda, insieme ad un germoglio dell'albero della Bodhi da piantare nell'isola. 
Fu così che l'ordine delle monache, il bhikkhuni sangha, fu avviato nello Sri Lanka.
Il germoglio dell'albero della Bodhi fu piantato nel monastero Mahāmeghavana di Anurādhapura, dove «ancora oggi fiorisce come uno degli oggetti di venerazione e di devozione più sacri per milioni di buddhisti».
A lei si devono anche importanti opere per l'assistenza e il benessere delle donne in Sri Lanka.
Secondo le cronache srilanchesi Saṃghamitta morì a 79 anni nel nono anno di regno del re Uṭṭiya di Anuradhapura dello Sri Lanka.